# Vitex cofassus
Vitex cofassus là một loài thực vật thuộc họ Lamiaceae. Loài này có ở Indonesia, Malaysia, và Philippines.
Đây là một trong hai loài lấy gỗ cùng họ cùng được gọi là gỗ Molave.